# 印度尼西亚民族革命
印度尼西亚民族革命，又称印度尼西亚独立革命、印度尼西亚独立战争，是印度尼西亚和荷兰帝国之间的一场武装冲突和外交博弈，以及社会内部的革命。印度尼西亞于1945年正式宣布独立，而荷兰直到1949年底才承认印尼独立。印尼独立运动始于1908年，印度尼西亞人称之为“印度尼西亞民族覺醒”。革命共持续四年，期间发生过零星但充满血腥的武装冲突。印尼国内亦发生政治及公众暴乱，并面临两次重大的国际外交干预。尽管荷兰军队可以控制共和党位于爪哇岛和苏门答腊岛中心地带的城镇，但無法控制村庄，荷兰军队因此最终没有战胜印尼军队。印尼最終佔上风，国际外交與在爪哇等地的武装冲突是兩大原因。革命結束了荷兰对荷属东印度群岛的殖民统治，尽管世袭种姓制度及地方统治者的权力被削弱，但大多数人的经济或政治命运并未得到显著改变，仅有少数印尼人在商業上发挥了较大作用。

## 歷史

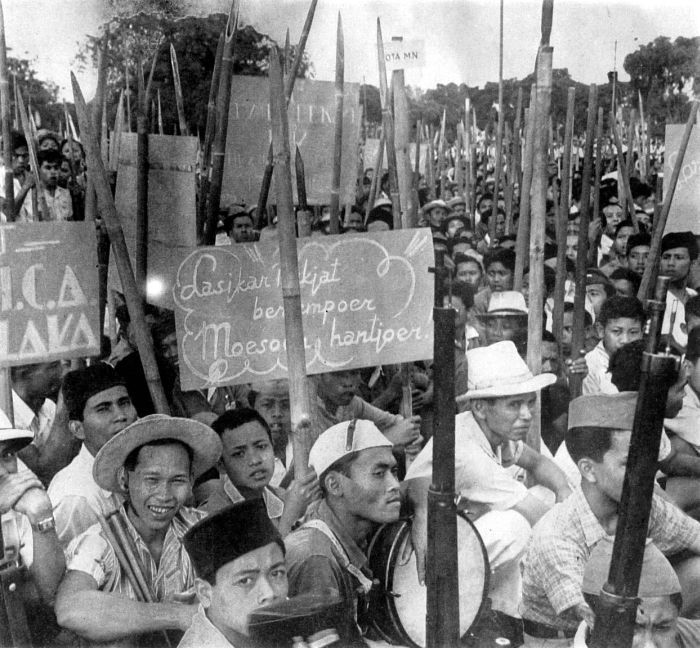
1946年爪哇島上持竹矛與日本步槍的獨立革命軍

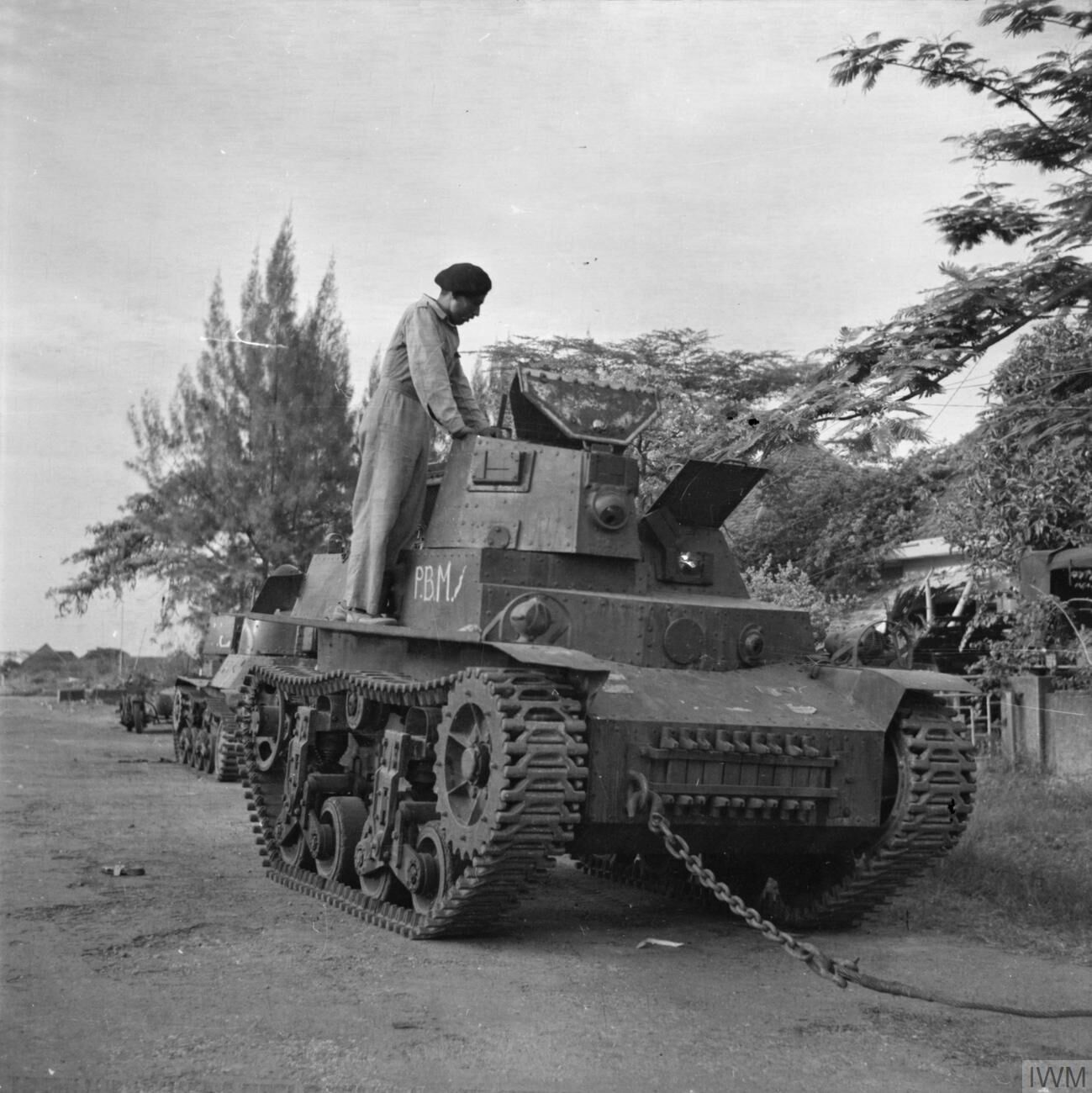
印尼獨立軍所使用的日本陸軍戰車

第二次世界大戰太平洋戰爭中，日本於1942年侵略印度尼西亞，由於歐洲荷蘭本土被德國佔領，駐印尼荷蘭軍隊很快就投降，印尼进入印尼日佔時期。日本以解放的名義占領印尼之後，遂廢除荷蘭殖民體制，鼓勵支持印尼民族主義，重用民族主義者如蘇卡諾等。創設新的印尼語學校，並在各地成立青年會和奉公組織，藉此拉攏印尼人領袖，與積極培養精英份子。且成立了鄉土防衛義勇軍，對印尼的將校施以武士道教育，用日軍準則來訓練印尼士兵，雖原定是用來配合日軍攻勢，但這支經過訓練的部隊後來也就成為印尼獨立軍的主幹。隨著太平洋局勢惡化，日軍對於印尼自主地位仍缺乏動力，並一如歷來為了資源的侵略者，開始要求農民大量上繳糧食充軍，並強徵大量印尼人民作為勞工，這導致了飢荒，有數百萬人因此逝世。蘇卡諾當局配合日軍要求，血腥鎮壓對日本不滿的人士，矛盾遂逐漸累積。
印尼獨立聲量逐漸加劇而日本殖民當局控制不住的情况下，因此日方1944年9月3日由日本首相小磯國昭發表了「小磯聲明」，打算解決無止盡管理印尼的問題；1945年3月成立獨立準備調查會，開始審議印尼獨立後的新憲法工作，1945年8月7日讓蘇卡諾維任主席，成立獨立準備委員會。不過日本就在8月15日宣告投降，隔天獨立準備委員會和日本駐印尼高層，在日本海軍少將前田精宅第聚會私下研議，绕过日本当局的谈判立刻獨立，并于8月17日午後開記者會，正式對外發表印尼獨立宣言。但是使原本的欧洲宗主國不滿，荷兰与附近马来半岛上的英国圖謀再次攻打东南亚，而且與印尼獨立軍發生長達4年的戰鬥。

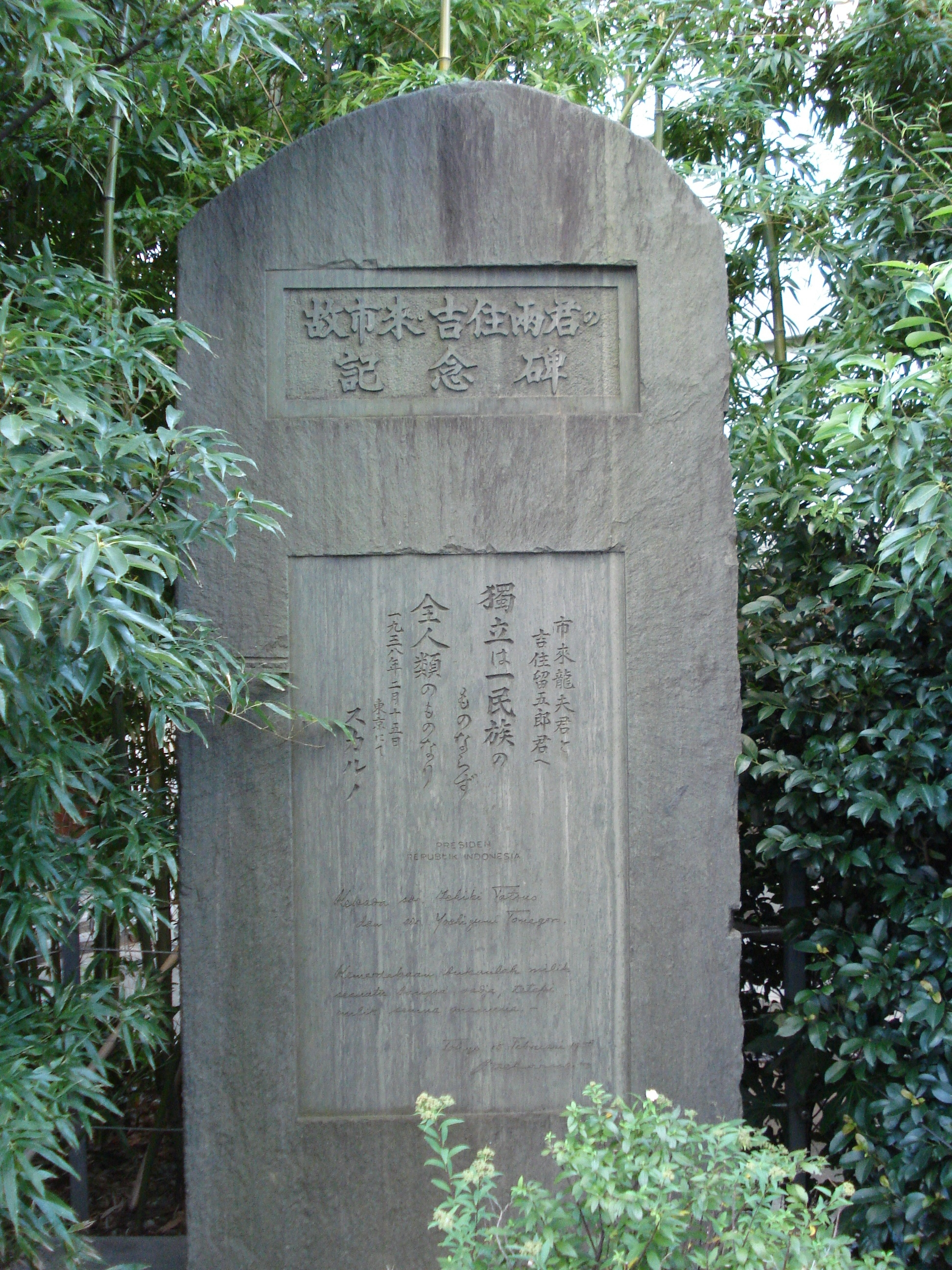
蘇卡諾所獻的石碑

### 印度尼西亞獨立戰爭
二次大戰，日本投降之後，印尼提出印度尼西亞獨立，原本為宗主國的荷蘭企圖繼續殖民印度尼西亞，於是派遣十四萬大軍进入印尼，與獨立軍爆發戰爭。雖然盟軍命令，日軍不得將武器交給印尼獨立派勢力，各地還是有部分的日軍部隊，私底下供應武器給其训练的印尼獨立軍；同時日本部分同情印尼人士開始与印尼民族主义者合作，但是急於得到武器的印尼獨立軍，加上累積在太平洋戰爭期間的恩怨，因不满的情緒而搶劫了日本人，並攻打日本占领当局的軍火庫，史稱“五日战役”，在衝突中約有850名日軍戰死，印尼獨立軍打败日军侵略者后，則缴獲得了三萬把以上的三八式步槍以及各式火砲，将之用于后续反抗战争中。總之，尽管双方在局部有一些衝突，但后来有將近3,000人的舊日本帝國軍人，解編後自願留在當地幫助印尼獨立，這些日本兵為印度尼西亞的獨立做出了重大貢獻，他們不但協助指導人民防衛隊，並且退役之後還再度投入實際參與戰鬥，最後約一千人戰死，這些戰死者直到今日還被印尼人視為開國英雄，在印尼的獨立紀念日上，還可以看到他們出席的身影接受人民的歡呼。
印尼独立战争是20世纪最重大的革命之一，斗争持续了四年多，期间有零星但血腥的武装冲突、印尼国内政治和社会的动荡，以及两次主要的国际外交干预。荷军无法战胜印尼獨立軍，戰況陷入膠著。尽管荷军能够控制印尼共和国在爪哇岛和苏门答腊岛上核心地带的城镇，却无法控制村庄和郊区。除了爪哇岛和其他岛上印尼人的武装抵抗，印尼共和国还通过国际外交手段獲得獨立支持。 最终在美国和联合国的斡旋下，荷兰被迫与印尼在海牙展开谈判，并于1949年11月2日签署《圆桌协定》，同意該年12月向“印度尼西亞聯邦共和國”移交主权。

## 台灣相关人物
自東京外語大學荷蘭語科畢業後任職於日本外務省的臺灣人陳智雄因精通六種語言而被派至印尼，戰後對殖民地人民爭取民族解放的獨立運動頗為同情，乃藉荷蘭籍夫人為掩護，暗中提供日軍遺留下來的大批武器，援助印尼的獨立革命軍，因而被荷蘭軍政府逮捕並囚禁達一年之久。印尼獨立後，首任總統蘇卡諾有感於陳智雄的冒死義援，遂待他如國賓，並授以榮譽國民的最高榮譽。決定獻身於台灣獨立運動的陳智雄接受設於日本之「台灣共和國臨時政府」大統領廖文毅的委任，擔任其駐東南亞巡迴大使一年。透過陳智雄的良好關係及人脈，廖文毅曾於1955年應邀參加了在印尼舉行的「萬隆會議」，使他的國際聲望達到了最高點。陳智雄後於臺灣白色恐怖時期的1963年遭中國國民黨政府殺害，他居住於印尼的女兒陳雅芳（Vonny Chen）多次來臺祭悼。
出生臺灣臺南州的臺籍日本兵李柏青（日本名宮原永治、印尼名烏瑪爾·哈托諾（Umar Hartono））在二次世界大戰結束後並沒有向同盟國軍投降，認同日本政府所提「亞洲殖民地解放」的理想，他和同僚九百多名日軍選擇加入印尼游擊隊，向荷蘭的殖民政府宣戰，同袍中有半數為印尼的獨立戰爭犧牲。為感謝日籍游擊隊員的貢獻，印尼政府於2005年8月17日邀哈托諾以建國英雄的身份，獲邀出席印尼建國六十週年慶典。2009年，做為當地殘留日本兵所組成的福祉之友會（福祉友の会）顧問，哈托諾再因為促進日本與印尼關係，以及增進印尼日裔福祉，獲日本政府頒發旭日單光章。
1958年蘇卡諾總統訪問日本時贈送了一座石碑，表揚日本軍人市来龍夫與吉住留五郎對印尼獨立做出的偉大貢獻，這塊石碑建在東京青松寺，碑文為：

致市来龍夫君與吉住留五郎君。獨立非一個民族的成就，而是全人類的成就。1958年8月15日於東京。蘇卡諾

### 引用
1. ↑  Frederick, William H.  (PDF). Indonesia (Cornell Modern Indonesia Project). April 1982, 33: 127–128  [2021-08-18]. seap.indo/1107016901. （原始内容存档于2017-11-21）.
2. ↑  Sejarah Indonesia https://web.archive.org/web/20160329160018/http://gimonca.com/sejarah/sejarah08.shtml.   [2012-09-13]. （原始内容存档于2016-03-29）. 缺少或|title=为空 (帮助)
3. ↑  .   [2019-12-30]. （原始内容存档于2019-07-04）.
4. ↑  1945年9月2日から約半年の間に、日本軍はインドネシア側との衝突で627人の死者を出した。そのなかでも1945年10月、中部ジャワ州のスマランで発生した日本軍部隊とインドネシア人独立派との衝突（スマラン事件）では日本側に187人、インドネシア側に2,000人近い犠牲者が出た（後藤乾一「戦後日本・インドネシア関係史研究序説」、『社会科学討究』40巻2号、1994年12月、358-359頁）。
5. ↑  畠山清行、p675-676頁。各国の独立運動支援のために武器を持ったまま義勇軍に加わる者も少なくなかった。インドネシアの場合、その数は通常3千人といわれ、千人がオランダ軍との戦いで独立義勇軍の兵士として戦死、千人がインドネシア独立後に日本へ帰国、千人がインドネシアに帰化したといわれる。帰化組は国の英雄とされ、死亡後は国立英雄墓地に埋葬されている。
6. ↑  約2,000人の元日本軍兵は祖国に帰らず、そのまま除隊（この時点で日本軍籍は消滅）、残留してインドネシア独立軍に参加し、降伏時所持していた兵器物資を横流しした者、軍政資材をそのまま利用し独立運動の広報・宣伝に当たった者もいた（『アジアに生きる大東亜戦争』ASEANセンター編/『アジア独立への道』田中正明など）。ある者はインドネシア人と結婚して家庭を築き、またある者はイスラームに改宗するなどして現地社会に溶け込み、インドネシア独立戦争の終了後も日本に帰還する者は少なかった。なお、陸軍第16軍の作戦参謀を務めた宮元静雄によると、帰隊者・死亡者をのぞく現地逃亡残留兵は総計277名で、そのうち166名はジャワのバンドン地区の将兵であった（宮元、1973年、375頁）。
7. 1 2  Friend (2003), page 35
8. ↑  高艳杰. . 搜狐.   [2020-07-26]. （原始内容存档于2020-07-26）.
9. ↑  50年前就義 高喊「台灣獨立萬歲」 第一烈士陳智雄 獨派追思 （页面存档备份，存于）, 自由時報, 2013-6-28
10. ↑  紀念台獨第一烈士陳智雄就義50年記者會‏ （页面存档备份，存于）, 新頭殼, 2013-6-27
11. ↑  莊孟學，悼念台灣獨立建國先烈勇者陳智雄 （页面存档备份，存于），台灣守護聯盟周刊
12. ↑  台灣神陳智雄之女Vonny Chen（陳雅芳）聖山巡禮 （页面存档备份，存于），台灣大地文教基金會
13. ↑  . The Jakarta Post. 2004-06-27  [2013-11-15]. （原始内容存档于2015-07-14）.
14. ↑  台湾アイデンティティー （页面存档备份，存于）, Movie Walker, 2013年7月6日(土)公開
15. ↑  印尼建國英雄-李柏青 （页面存档备份，存于）, 07/13/2011
16. ↑  平成２１年春の外国人叙勲受章者名簿 （页面存档备份，存于）, 2009-04-29

## 延伸阅读
- Anderson, Ben. . Ithaca, N.Y.: Cornell University Press. 1972. ISBN 0-8014-0687-0.
- Cribb, Robert. . Sydney, Australia: ASSA Southeast Asian Publications Series – Allen and Unwin. 1991. ISBN 0-04-301296-5.
- Drooglever, P. J.; M. J. B. Schouten & Mona Lohanda. . The Hague, Netherlands: ING Research Guide. 1999.
- Frederick, William H. . Athens, Ohio: Ohio University Press. 1989. ISBN 0-8214-0906-9.
- George, Margaret. . Melbourne University Press. 1980. ISBN 0-522-84209-7.
- Heijboer, Pierre (1979). De Politionele Acties, Fibula-van Dishoeck, Haarlem (richly illustrated with a military focus, in Dutch)
- Ide Anak Agug Gde Agung (1996) (translated to English by Linda Owens)From the Formation of the State of East Indonesia Towards the Establishment of the United States of Indonesia Jakarta: Yayasan Obor Indonesia ISBN 979-461-216-2 (Original edition Dari Negara Indonesia Timur ke Republic Indonesia Serikat 1985 Gadjah Mada University Press)
- Jong, Dr. L. de (1988). Het Koninkrijk der Nederlanden in de Tweede Wereldoorlog, deel 12, Sdu, 's-Gravenhage (an authoritative standard text on both the political and military aspects, in Dutch)
- Kahin, Audrey. . University of Hawaii Press. 1995. ISBN 0-8248-0982-3.
- Kahin, George McTurnan. . Ithaca, NY: Cornell University Press. 1952 [1951]. OCLC 406170.
- Lucas, A. . St. Leonards, Australia: Allen & Unwin. 1991. ISBN 0-04-442249-0.
- McMillan, Richard. . New York, NY: Routledge. ISBN 0-415-35551-6.
- Payne, Robert. . New York: John Day. 1947.
- Poeze, Harry A. . KITLV. 2007: 2200. ISBN 978-90-6718-258-4.
- Taylor, Alastair M. . London: Stevens & Sons Ltd. 1960. ASIN B0007ECTIA.
- Yong Mun Cheong. . Leiden, Netherlands: KITLV Press. 2004. ISBN 90-6718-206-0.